# 维登索伦
维登索伦（法語：Widensolen，法語發音：[vidənzolən] ⓘ）是法国上莱茵省的一个市镇，属于科尔马-里博维莱区。

## 地理
维登索伦（48°3'45"N, 7°28'48"E）面积10.67 平方千米，位于法国大東部大區上莱茵省，该省份为法国东部内陆省份，是阿尔萨斯的一部分，今与下莱茵省组成了阿尔萨斯欧洲集体，其北临下莱茵省，西接孚日省，西南接贝尔福地区省，东侧沿莱茵河与德国相望，南与瑞士接壤。
与维登索伦接壤的市镇（或旧市镇、城区）包括：于尔舍奈姆、比赛姆、孙多芬、昂多尔赛姆、福奇维尔。
维登索伦的时区为UTC+01:00、UTC+02:00（夏令时）。

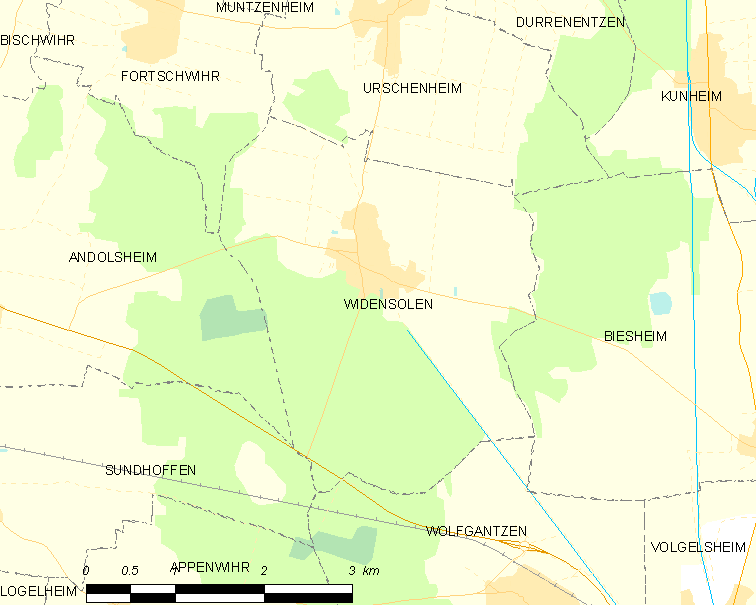
维登索伦的OSM定位图

## 行政
维登索伦的邮政编码为68320，INSEE市镇编码为68367。

## 政治
维登索伦所属的省级选区为恩西赛姆县。

## 人口

1962-2008年间维登索伦人口变化图示

维登索伦于2022年1月1日时的人口数量为1208人。